# Mutual (Oklahoma)
Pour les articles homonymes, voir Mutual.
La ville américaine de Mutual est située dans le comté de Woodward, dans l’État de l’Oklahoma. Lors du recensement de 2000, elle comptait 76 habitants.

## Source
- (en) Cet article est partiellement ou en totalité issu de l’article de Wikipédia en anglais intitulé « Mutual, Oklahoma » (voir la liste des auteurs).